# 이황근
이황근(1960년 5월 20일 ~ 현재)은 대한민국의 영화 배우이다.

## 생애
전라남도 신안군 안좌면 마명리에서 태어났으며, 7남매중 장으로 태어났다. 1980년대에 《돌아온 용쟁호투》, 1987년에 《우뢰매》 등으로 배우로 활약을 펼쳤다.

## 출연 작품
- 1980년 《돌아온 용쟁호투》
- 1986년 《외계에서 온 우뢰매》... 파스킨 역
- 1987년 《외계에서 온 우뢰매 전격 쓰리 작전》(우정출연)
- 1990년 《순돌이와 각시탈 품바》
- 1991년 《순돌이와 헬로 삼총사》
- 1991년 《삼중성》... 미라 父 역
- 1991년 《오엑스》
- 1991년 《도시에 나타난 검객 산지니》... 엑스 역
- 1991년 《항구에 나타난 검객 산지니》... 엑스 역
- 1992년 《복수혈전》
- 1993년 《무적의 파이터 우뢰매》... 마루기의 분신 역 (특별출연)